# جبريل فارغاس
جبريل فارغاس (بالإسبانية: Gabriel Vargas)‏ هو رسام مكسيكي، ولد في 5 فبراير 1915 في Tulancingo ‏ في المكسيك، وتوفي في 25 مايو 2010 في مدينة مكسيكو في المكسيك.